# Andreas Degkwitz
Andreas Degkwitz (* 16. Februar 1956 in Frankfurt am Main) ist ein deutscher Kommunikationswissenschaftler und Bibliothekar. Er war von 2011 bis 2022 Direktor der Universitätsbibliothek der Humboldt-Universität zu Berlin.

## Leben
Degkwitz studierte Bibliotheks- und Informationswesen, Germanistik und Klassische Philologie in Basel, Freiburg im Breisgau, Köln und Wien. Nach dem Staatsexamen 1984 war er Wissenschaftlicher Mitarbeiter am Seminar für Mittellateinische Philologie der Universität Freiburg. 1988 wurde er über ein pseudo-aristotelisches Traktat zur Physiognomik promoviert. Von 1987 bis 1989 absolvierte er das Bibliotheksreferendariat an der Universitätsbibliothek Heidelberg, bevor er als Wissenschaftlicher Angestellter der Deutschen Forschungsgemeinschaft (DFG) an die Badische Landesbibliothek nach Karlsruhe ging. 1991 wechselte er in gleicher Funktion an die Deutsche Bibliothek in Frankfurt am Main. Im gleichen Jahr ging Degkwitz an die Bibliotheks-Abteilung der DFG nach Bonn-Bad Godesberg, wo er 1998 stellvertretender Direktor wurde. Ab 2002 war er kommissarischer Leiter der Universitätsbibliothek Potsdam, 2004 wechselte er als Leiter an das Informations-, Kommunikations- und Medienzentrum (IKMZ) nach Cottbus. Von 2011 bis 2022 war Degkwitz Direktor der Universitätsbibliothek der Humboldt-Universität zu Berlin. Für sein „Wirken […] in den Bereichen Digitalisierung und Open Access“ wurde er anlässlich seiner Verabschiedung in den Ruhestand von der Humboldt-Universität mit der Humboldt-Universitätsmedaille ausgezeichnet.
Degkwitz war von 2014 bis zu seinem Ruhestand zugleich Honorarprofessor am Fachbereich Informationswissenschaften der Fachhochschule Potsdam. Von 2019 bis 2022 war er zudem Bundesvorsitzender des Deutschen Bibliotheksverbandes.

## Publikationen
- Magenta, Yella und Despina. Snapshots von Liebe und Tod. PalmArtPress, Berlin 2018, ISBN 978-3-96258-015-5 (Leseprobe).
- als Herausgeber: Bibliothek der Zukunft – Zukunft der Bibliothek. Festschrift für Elmar Mittler anlässlich seines 75. Geburtstags. De Gruyter Saur, Berlin u. a. 2016, ISBN 978-3-11-046188-6.
- Von Texten zu Daten – Zukunft der Bibliothek. Vorträge und Texte anlässlich der Ernennung zum Honorarprofessor der Fachhochschule Potsdam (= Berliner Arbeiten zur Bibliotheks- und Informationswissenschaft. 26). Mit einem Vorwort herausgegeben von Hans Christoph Hobohm. Logos, Berlin 2014, ISBN 978-3-8325-3806-4.
- Paradigmenwechsel bei Wissensvermittlung wegen dynamischer Veränderungsprozesse. Humboldt-Universität zu Berlin, Berlin 2013, doi:10.18452/19807, (Vortrag auf der 12. InetBib-Tagung vom 4. bis 6. März 2013 im Audimax der Humboldt-Universität zu Berlin).
- als Herausgeber: Personal- und Organisationsentwicklung in Bibliotheken (= Bibliothek: Monographien zu Forschung und Praxis. 2). De Gruyter Saur, Berlin u. a. 2012, ISBN 978-3-11-027890-3.
- als Herausgeber mit Frank Klapper: Prozessorientierte Hochschule. Allgemeine Aspekte und Praxisbeispiele. Bock + Herchen, Bad Honnef 2011, ISBN 978-3-88347-280-5.
- Open Access und die Novellierung des deutschen Urheberrechts. In: Zeitschrift für Bibliothekswesen und Bibliographie. Band 54, Nummer 4/5, 2007, S. 243–245, doi:10.3196/18642950085445170.
- als Herausgeber mit Peter Schrimbacher: Informationsinfrastrukturen im Wandel. Informationsmanagement an deutschen Universitäten. = Changing Infrastructures for Academic Services. Information Management in German Universities. Bock + Herchen, Bad Honnef 2007, ISBN 978-3-88347-254-6.
- Die pseudo–aristotelischen „Physiognomica“. Traktat A. Übersetzung und Kommentar. Freiburg (Breisgau) 1988, (Freiburg (Breisgau), Universität, Dissertation, 1988).